# Klytios (Sohn des Alkmaion)
Klytios (altgriechisch Κλύτιος Klýtios) war der mythische Ahne der Klytiaden in Olympia, eines Seher- und Priestergeschlechts.
Er war der Sohn Alkmaions mit der Tochter des Phegeus und folglich Enkel des Amphiaros. Der Name seiner Mutter ist unklar. Während Pausanias als Namen Alphesiboia überliefert, wird sie in der ausführlicheren Fassung des Mythos um Alkmaion Arsinoë genannt.
Pausanias überliefert, dass Klytios seine arkadische Mutterstadt Psophis verließ, da er mit den Brüdern seiner Mutter, die seinen Vater ermordet hatten, nicht in einer Stadt zusammenleben konnte. Er zog nach Elis. Inwieweit Klytios, der aus einem alten Sehergeschlecht des Zeus stammte, mit dem Orakel von Olympia verbunden war, ist unklar. Für Cicero und Philostratos war der Bezug gegeben, da die von Klytios sich herleitenden und auch inschriftlich überlieferten Klytiaden von beiden als Orakaldienst leistend angesehen wurden.